# 大浦海水浴場
大浦海水浴場（おおうらかいすいよくじょう、大浦海岸、Oura-beach）は、東京都の式根島北西部に位置する海水浴場である。

## 概要
リアス海岸で、砂浜と岩場が混ざったビーチ。岩場に囲まれているため、波が穏やかで、夏季は子供連れの観光客が多く足を運ぶ。また、夏季に使用可能なキャンプ場も隣接されている。島の中で一番美しい夕日が見られるとしても有名である。

## 設備
- トイレ
- 水シャワー
- 売店（夏期のみ）
- 駐車場
- ライフガード（夏期のみ）

## 大浦の馬の首
大浦海水浴場には、中心に穴の開いた奇岩がある。同奇岩は、馬が海の水を飲んでいるように見えることから、大浦の馬の首と呼ばれている。

## 大浦キャンプ場
大浦海水浴場には、夏季に利用可能な大浦キャンプ場が隣接している。大浦キャンプ場には、焼き場、水道、トイレが設置されている。

## 周辺施設
- 大浦キャンプ場 - 夏季に使用可能なキャンプ場
- 中の浦海水浴場 - 周辺を岩場に囲まれた穏やかな海水浴場
- 大浦スポーツ広場 - テニスコートやバスケットゴールなどがある広場

## アクセス
- 野伏港から徒歩15分